# سید محمد میلانی حسینی
سید محمد میلانی حسینی پزشک متخصص اطفال و نماینده مردم در اولین دوره مجلس شورای اسلامی از شهر تبریز بود. او با کسب ۶۰٫۳۰٪ کل آرای اخذ شده برابر با ۱۲۹٬۳۰۷ رای از ۱۸۶٫۶۰۲ کل آراء توانست به مجلس شورای اسلامی راه یابد.
سید محمد میلانی در حال حاضر استادیار دانشکده پزشکی دانشگاه علوم پزشکی تهران است.